# Inopinaves

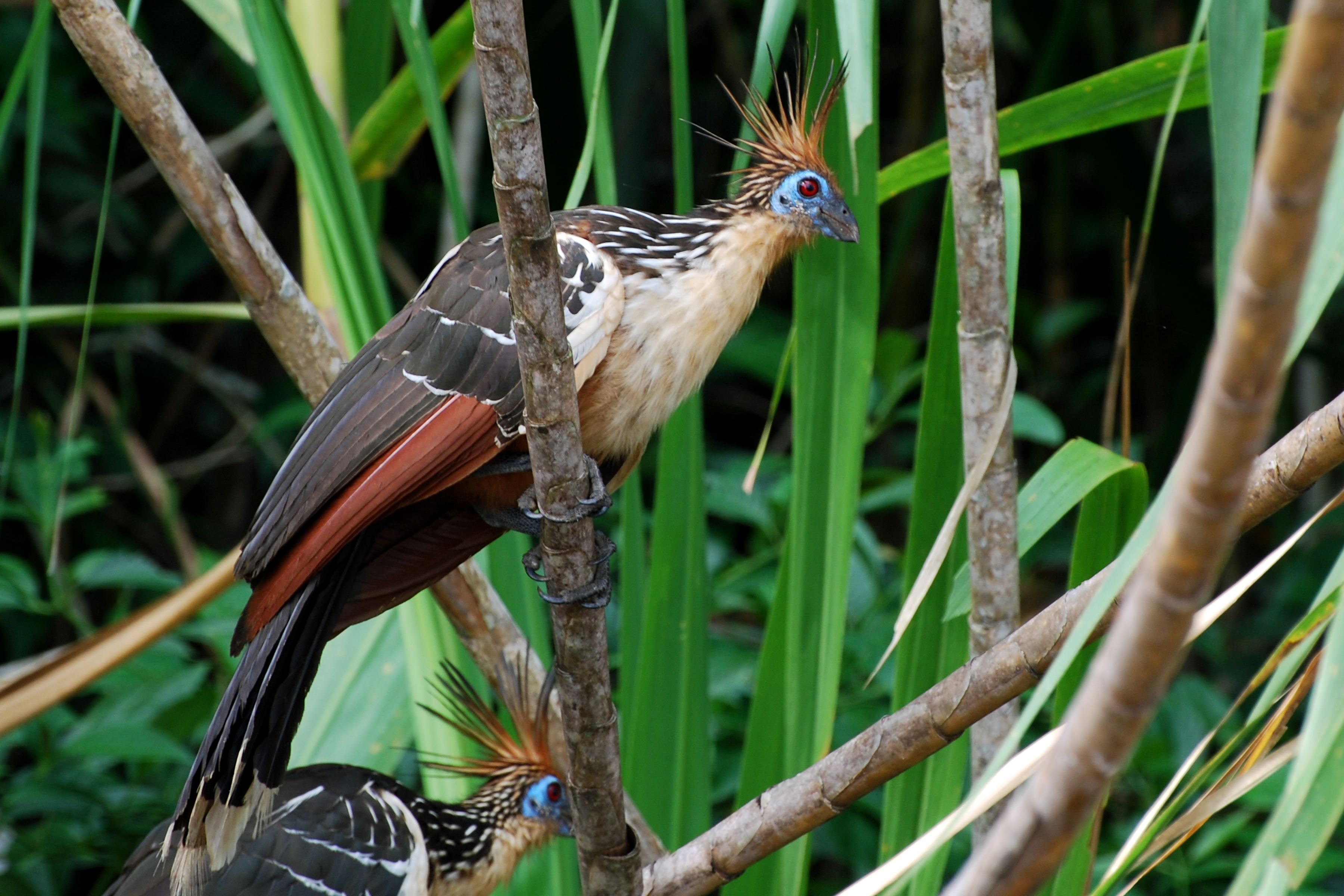
Um casal à procura de alimento

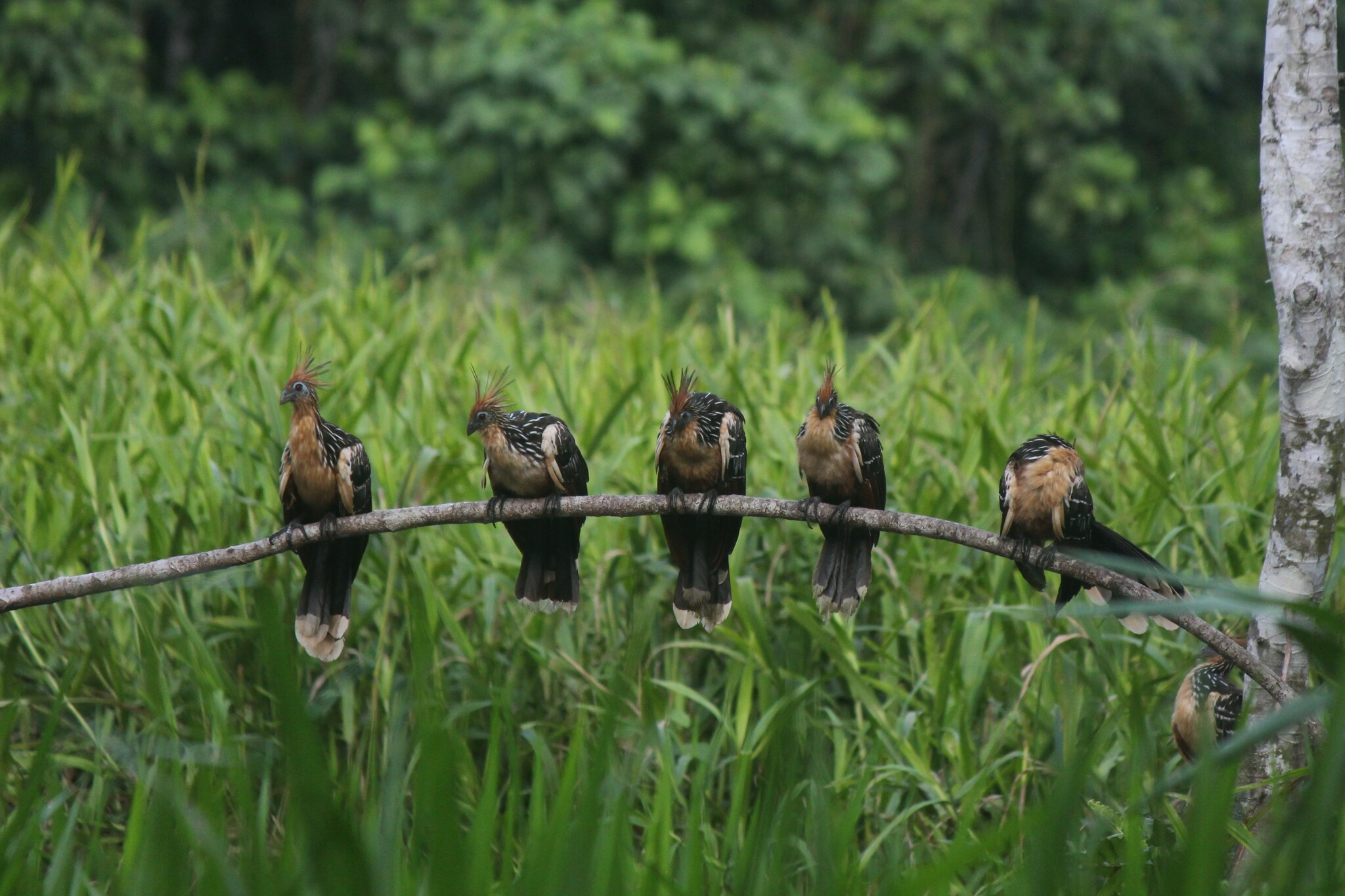
Um bando de juvenis

Inopinaves é um clado de neoaves proposto em 2015. De acordo com Alexander Suh e colaboradores, um dos problemas com as conclusões para a classificação do jacu-cigano é a insuficiência filogenética. 

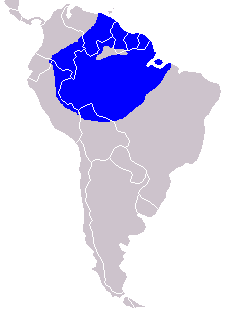
Área de distribuição

Há indícios de que a cigana não seja uma ave basal e sim uma ave que reteve características primitivas e que também divergiu das outras aves a 64 milhões de anos.
Atualmente, o clado é considerado ultrapassado, e os jacus-ciganos estão dentro do clado Opisthocomiformes, irmão de Gruimorphae, formado por Gruiformes e Charadriformes, todos dentro do grupo Elementaves.